# Stygionyx
Stygionyx là một chi bướm đêm thuộc họ Erebidae.